# Campeonato Mundial de Pentatlón Moderno de 2023
El LXIII Campeonato Mundial de Pentatlón Moderno se celebró en Bath (Reino Unido) entre el 19 y 28 de agosto de 2023 bajo la organización de la Unión Internacional de Pentatlón Moderno (UIPM) y la Federación Británica de Pentatlón Moderno.
Las competiciones se realizaron en las instalaciones de la Universidad de Bath.
Los pentatletas de Rusia y Bielorrusia fueron excluidos de este campeonato debido a la invasión rusa de Ucrania.

## Concurso masculino

### Individual
| Puesto | Atleta             | País        | ESG | NAT | HÍP | COM | Total |
| ------ | ------------------ | ----------- | --- | --- | --- | --- | ----- |
| Oro    | Joseph Choong      | Reino Unido | 293 | 239 | 306 | 685 | 1523  |
| Plata  | Emiliano Hernández | México      | 293 | 232 | 303 | 690 | 1518  |
| Bronce | Mohanad Shaban     | Egipto      | 268 | 235 | 310 | 710 | 1514  |

### Equipos
| Puesto | País          | Total |
| ------ | ------------- | ----- |
| Oro    | Egipto        | 4530  |
| Plata  | Reino Unido   | 4450  |
| Bronce | Corea del Sur | 4450  |

### Relevos
| Puesto | Atletas                   | País          | ESG | NAT | HÍP | COM | Total |
| ------ | ------------------------- | ------------- | --- | --- | --- | --- | ----- |
| Oro    | Ahmed Hamed Mutaz Mohamed | Egipto        | 298 | 229 | 327 | 613 | 1467  |
| Plata  | Gergely Regős Balázs Szép | Hungría       | 286 | 237 | 319 | 621 | 1463  |
| Bronce | Lee Ji-Hun Seo Chang-Wan  | Corea del Sur | 272 | 250 | 326 | 314 | 1462  |

## Concurso femenino

### Individual
| Puesto | Atleta         | País        | ESG | NAT | HÍP | COM | Total |
| ------ | -------------- | ----------- | --- | --- | --- | --- | ----- |
| Oro    | Elena Micheli  | Italia      | 287 | 230 | 286 | 626 | 1429  |
| Plata  | Alice Sotero   | Italia      | 285 | 202 | 293 | 640 | 1420  |
| Bronce | Kerenza Bryson | Reino Unido | 286 | 236 | 266 | 631 | 1419  |

### Equipos
| Puesto | País        | Total |
| ------ | ----------- | ----- |
| Oro    | Italia      | 4221  |
| Plata  | Reino Unido | 4207  |
| Bronce | Hungría     | 3537  |

### Relevos
| Puesto | Atletas                          | País   | ESG | NAT | HÍP | COM | Total |
| ------ | -------------------------------- | ------ | --- | --- | --- | --- | ----- |
| Oro    | Amira Kandil Malak Ismail        | Egipto | 282 | 242 | 304 | 487 | 1315  |
| Plata  | Beatrice Mercuri Aurora Tognetti | Italia | 285 | 238 | 303 | 483 | 1309  |
| Bronce | Mayan Oliver Mariana Arceo       | México | 266 | 242 | 291 | 491 | 1290  |

## Relevo mixto
| Puesto | Atletas                          | País            | ESG | NAT | HÍP | COM | Total |
| ------ | -------------------------------- | --------------- | --- | --- | --- | --- | ----- |
| Oro    | Mohanad Shaban Salma Abdelmaksud | Egipto          | 254 | 300 | 317 | 542 | 1413  |
| Plata  | Jun Woong-Tae Kim Sun-Woo        | Corea del Sur   | 246 | 291 | 317 | 541 | 1395  |
| Bronce | Marek Grycz Lucie Hlaváčková     | República Checa | 230 | 273 | 312 | 571 | 1386  |

## Medallero
| Núm. | País            | Oro | Plata | Bronce | Total |
| ---- | --------------- | --- | ----- | ------ | ----- |
| 1    | Egipto          | 4   | 0     | 1      | 5     |
| 2    | Italia          | 2   | 2     | 0      | 4     |
| 3    | Reino Unido     | 1   | 2     | 1      | 4     |
| 4    | Corea del Sur   | 0   | 1     | 2      | 3     |
| 5    | Hungría         | 0   | 1     | 1      | 2     |
| 5    | México          | 0   | 1     | 1      | 2     |
| 7    | República Checa | 0   | 0     | 1      | 1     |
|      | TOTAL           | 7   | 7     | 7      | 21    |